# The Ladder of Lies
The Ladder of Lies er en amerikansk stumfilm fra 1920 af Tom Forman.

## Medvirkende
- Ethel Clayton som Edith Parrish
- Clyde Fillmore som Peter Gordon
- Jean Acker som Dora Leroy
- Irving Cummings som Ralph Brent
- Charles Meredith som John Blaine
- Ruth Ashby som Maid